# Сражение в Быдгоще (1794)
Битва при Быдгоще (польск. Bitwa pod Bydgoszczą) произошла 21 сентября (2 октября) 1794 года во время польского восстания под руководством Тадеуша Костюшко.

## Ход битвы
Во время своей экспедиции в Великую Польшу генерал-поручик Ян Генрик Домбровский сконцентрировал в Гнезно свою дивизию и великопольских повстанцев (около 7000 человек, в основном молодых и неопытных). Чтобы сохранить связь с главными силами повстанцев в Польше, Домбровский решил разгромить прусский отряд под командованием полковника Иоганна Фридриха Шекели (батальон фузилёров и 3 эскадрона гусар), который стоял в Иновроцлаве и угрожал связям польской дивизии Домбровского в Великопольше с Варшавой.
В ночь с 29 сентября на 30 сентября Я. Г. Домбровский прибыл в Лабишин, где в полночь его атаковал полковник Шекели. Нападение было отбито, а пруссаки отступили в Быдгощ (тогдашний Бромберг).
Рымкевич, посланный в погоню за отступающим противником, атаковал прусский арьергард и занял холм к югу от города. Пруссаки расположились на левом берегу р. Брды за городом, только батальон из полка Пирха и отряд фузилёров заняли позиции в самом Быдгоще.
В ночь с 1 на 2 октября Ян Генрик Домбровский с дивизией прибыл под Быдгощ, затем о разделил на две части 7-ю бригаду народной кавалерии, послав их для охраны переправ чрез реку Брду и Быдгощский канал по обеим сторонам города. В атаку на Быдгощ двинулись 4 батальона польской пехоты, которые ворвались в город. Когда полковник Шекели выступил на помощь городскому гарнизону и шёл во главе колонны, проходящей через мост на Брде, он был смертельно ранен осколками пушечного ядра.
Прусские войска отступили из Быдгоща в крепость Свеце, а польская кавалерия преследовала пруссаков до Фордона. В бою в Быдгоще пруссаки потеряли 100 человек убитыми 400 человек пленными, а поляки — 25 убитых и 30 раненых.